# Krista DeGeest
Krista Marie DeGeest (Spencer, 10 gennaio 1990) è una pallavolista statunitense, centrale nel San Martín.

## Carriera

### Club
Inizia la sua carriera nei tornei scolasti dell'Iowa, giocando per la Spencer HS. Dopo il diploma gioca nella NCAA Division I dal 2008 al 2012, saltando tuttavia la prima annata, con la Northern Iowa.
Nella stagione 2013-14 firma suo primo contratto professionistico nella Elitserien svedese, giocando per lo Svedala, mentre nella stagione seguente approda in Romania, partecipando alla Divizia A1 con il Lugoj, club al quale si lega per un triennio.
Nel campionato 2017-18 emigra nella 1. Bundesliga tedesca, dove difende i colori del Suhl, trasferendosi nel campionato seguente al PTSV Aachen, sempre nella massima divisione tedesca. Nella stagione 2019-20 viene ingaggiata dal San Martín, impegnato nella Liga Nacional Superior de Voleibol peruviana.